# Hernán Crespo
Hernán Jorge Crespo (Florida Este, 5 de julho de 1975), também conhecido como Crespo, é um treinador e ex-futebolista argentino que atuava como centroavante. Atualmente é técnico do São Paulo.
Quando jogador, tinha como principais características a presença de área, a finalização precisa e o bom cabeceio. Dentro da área era capaz de fazer gols de todos os tipos, desde gols de cabeça, bicicleta, gols com a perna direita ou esquerda até gols de calcanhar. Entre os anos 1999 e 2002 foi eleito como um dos centroavantes mais perigosos do planeta, porém nunca ganhou a Bola de Ouro da FIFA, tendo sua melhor colocação como 20º na temporada 2000–01. Nessa mesma temporada foi o segundo maior goleador do planeta, ficando só atrás do sueco Henrik Larsson (à época atuando no Celtic, da Escócia) por conta de 0,5 ponto.
Estreou pela Seleção Argentina no dia 14 de fevereiro de 1995, numa partida contra a Bulgária. Sete anos depois, na Copa do Mundo FIFA de 2002, foi reserva quando vivia a melhor fase de sua carreira; o treinador Marcelo Bielsa optou por Gabriel Batistuta e Claudio López como titulares. Ao término do mundial, López fez duras críticas ao treinador e alguns dos atletas presentes no mundial, principalmente Batistuta. Crespo é o nono maior goleador argentino de todos os tempos, estando atrás de nomes como Batistuta, Mario Kempes, Diego Maradona, Ángel Labruna, Lionel Messi e Alfredo Di Stéfano.
Saiu do Parma para a Lazio na temporada 2000–01 por uma verba de 51,5 milhões de euros, na época a segunda transferência mais cara da história. Na Copa do Mundo FIFA de 2006 fez três gols: um contra a Costa do Marfim, um contra Sérvia e Montenegro e um contra o México. No dia 22 de setembro de 2010, Crespo chegou a marca de 200 gols na Serie A.

## Carreira como jogador

### River Plate
Em 1988, estreou nas divisões inferiores do River Plate, de onde finalmente se converteria em um grande ídolo, aos 18 anos e em novembro de 1993 estreou profissionalmente com o River Plate, enfrentando ao Newell's Old Boys. Ganhou os títulos da Liga na temporada 1993–94 e 1994–95.
Em 1996, conquistou a Copa Libertadores da América com o River Plate, onde nas oitavas-de-final converteu um dos mais bonitos gols que se recorda no dito torneio "de lavada" contra o Sporting Cristal do Peru e, além disso, anotou os dois gols de sua equipe na final contra o América de Cali, em Buenos Aires.

### Parma
Em agosto desse ano foi transferido ao Parma, onde estreou em outubro. Em 1999 conquistou a Copa da Itália e uma Copa da UEFA, marcando um gol na final. Crespo é o maior goleador da história do Parma, com 72 gols em 158 partidas. Somando campeonatos europeus e nacionais, são 202 jogos e 95 gols pelo clube.

### Lazio
No dia 12 de julho de 2000, teve seu passe vendido à Lazio pela quantidade recorde de 55 milhões de dólares. Foi o artilheiro da Serie A na temporada 2000–01, com 26 gols marcados.

### Internazionale
Em 2002 foi vendido a Internazionale por 40 milhões de euros. Sua contratação foi a terceira mais cara da temporada 2002–03, atrás de Ronaldo (que trocou a própria Inter pelo Real Madrid) e Rio Ferdinand (saiu do Leeds United para o Manchester United).
Tinha tudo para brilhar na equipe Nerazzurri, mas um lesão no musculo adutor o afastou dos gramados por um período de quatro meses. Apesar disso teve um bom desempenho, marcando 16 gols em 30 jogos.

### Chelsea
No ano seguinte, 2003, foi vendido ao Chelsea por 28 milhões de euros. Marcou 12 gols em 31 partidas e terminou como vice artilheiro da equipe, atrás apenas do romeno Adrian Mutu. Nesta temporada, devido à constantes lesões, Crespo pensou seriamente em terminar sua carreira. Acabou não se firmando no clube inglês e foi preterido pelo marfinense Didier Drogba.

### Milan
No dia 14 de julho de 2004 foi emprestado ao Milan. Novamente sob o comando do técnico Carlo Ancelotti, Crespo teve um bom desempenho. Na Liga dos Campeões, o Rossonero chegou a final e enfrentou o Liverpool. Incrivelmente, terminaram o primeiro tempo ganhando por 3 a 0 (Crespo marcou dois gols), tendo o Liverpool empatado nos primeiros 7 minutos do segundo tempo. O jogo terminou 3 a 3 e os Reds conquistaram o título após vencerem nos pênaltis. No total, Crespo atuou em 40 jogos e marcou 17 gols.

### Retorno ao Chelsea
Retornou ao Chelsea na temporada 2005–06. Sob o comando de José Mourinho, Crespo marcou 10 gols em 30 partidas e conquistou a Premier League.

### Retorno a Internazionale
No dia 7 de agosto de 2006 foi cedido a Internazionale por dois anos. Reencontrou seu bom futebol com o técnico Roberto Mancini, conquistando o título da Serie A na temporada 2006–07, marcando 14 gols e sendo o artilheiro da equipe com 20 gols, somando todas as competições. Fez uma boa dupla de ataque com Zlatan Ibrahimović, e nas duas temporadas seguintes foi reserva devido às varias lesões que o atrapalharam, tendo marcado somente nove gols nas temporadas 2007–08 e 2008–09. Em março de 2008, anotou seu gol nº 300 contra a Lazio, em uma partida que terminou 1 a 1.

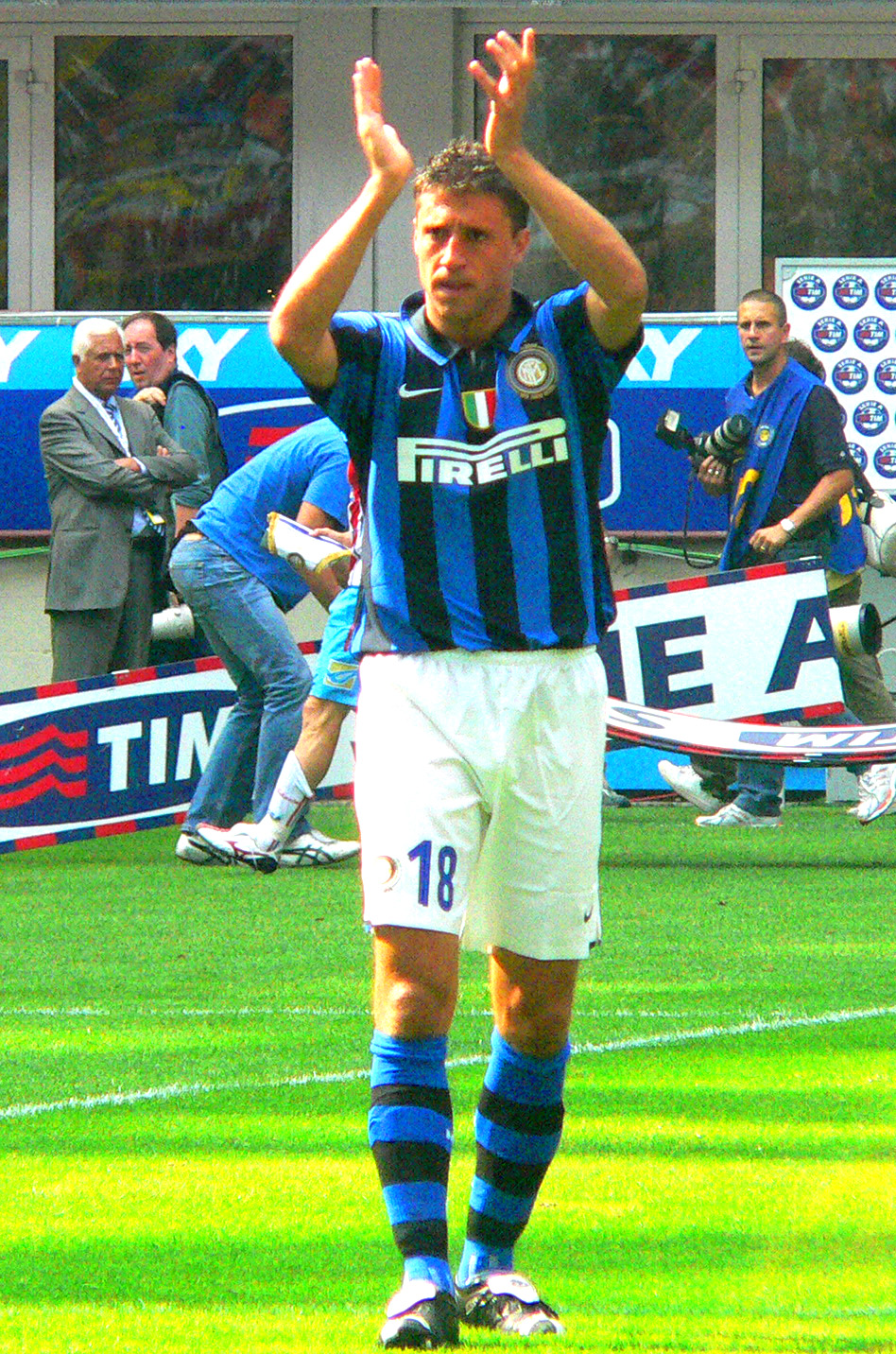
Hernán Crespo com a Inter em 2007

Em novembro de 2008 foi especulado como substituto de Ruud van Nistelrooy no Real Madrid, ao qual uma lesão o afastou dos gramados até o início da próxima temporada. O clube madrileno propôs um contrato de seis meses, mas Crespo não chegou a um acordo.

### Genoa e Parma
Para a temporada 2009–10 recebeu ofertas da Fiorentina e do Columbus Crew, dos Estados Unidos, mas acabou acertando com o Genoa. Disputou apenas 21 partidas pelos Rossoblu, marcando seis gols.
No dia 30 de janeiro de 2010, acertou seu retorno ao Parma. Após duas temporadas e meia, deixou o clube no dia 2 de fevereiro de 2012. Na ocasião, aos 37 anos, o atacante deu uma entrevista emocionado e não conseguiu segurar as lágrimas.

## Seleção Nacional
Pela Seleção Argentina, Crespo disputou os Jogos Olímpicos de Verão de 1996, onde conseguiu a medalha de prata e foi goleador do torneio, com seis gols. Também disputou as Copas do Mundo FIFA de 1998, 2002 e 2006. Nas eliminatórias para a Copa do Mundo de 1998, marcou três gols em 10 partidas; nas eliminatórias para a Copa de 2002, anotou nove gols em 12 partidas; e nas eliminatórias para a Copa do Mundo de 2006, sete gols em 11 partidas.
- Gols na Seleção: 35 (é o 4º goleador histórico da Seleção Argentina, atrás de Lionel Messi, Gabriel Batistuta e Sergio Agüero)
- Partidas disputadas: 64
- Estreia: Argentina x Bulgária, dia 14 de fevereiro de 1995

#### Participações na Copa do Mundo
- França (1998):
  - Jogos: 1
- Coreia do Sul e Japão (2002):
  - Jogos: 3
  - Gols: 1
- Alemanha (2006):
  - Jogos: 4
  - Gols: 3

Hernán Crespo marcou gols em três das quatro partidas que jogou no Mundial da Alemanha; o primeiro destes foi na estreia da Argentina contra a Costa do Marfim (vitória de 2 a 1). Em seguida, na goleada por 6 a 0 sobre a Sérvia e Montenegro, marcou seu segundo gol após receber assistência de Lionel Messi. Voltou a marcar nas oitavas de final, na vitória de 2 a 1 contra o México. A participação da Albiceleste no mundial terminaria com a eliminação sofrida contra a Alemanha nas quartas de final; após empatarem em 1 a 1 nos 120 minutos regulamentares, os alemães venceram nos pênaltis. Crespo não se aposentou da Seleção, tendo recebido sua última convocação em 2008, quando ficou na reserva em um jogo pelas Eliminatórias da Copa do Mundo de 2010, onde a Argentina perdeu de 2 a 1 pra Colômbia. Disputou sua última partida pela Seleção Argentina em 2007.

## Carreira como treinador

### Início
Em julho de 2014 retornou ao Parma, dessa vez como treinador das categorias de base. Em 2015 acertou com o Modena.

### Defensa y Justicia
No dia 20 de janeiro de 2020, assinou com o Defensa y Justicia. Conquistou seu primeiro título como treinador em janeiro de 2021, ao vencer o Lanús por 3 a 0 na final da Copa Sul-Americana. No dia 7 de fevereiro de 2021, anunciou sua saída do clube argentino pelas redes sociais.

### São Paulo
Após diversas especulações, foi anunciado como novo técnico do São Paulo no 12 de fevereiro de 2021, assinando contrato até o fim de 2022. Durante sua apresentação, afirmou que almeja um “futebol protagonista, que busca o gol adversário”.
Em seus dez primeiros jogos, somou oito vitórias, um empate e uma derrota. O aproveitamento de 83,33% fez o argentino igualar a campanha de Cuca, que em 2004 também atingiu o mesmo retrospecto na primeira passagem pelo clube tricolor, tendo o melhor início de trabalho no clube no século XXI. Três meses após a sua chegada ao Morumbi, conquistou o Campeonato Paulista após bater o Palmeiras por 2 a 0 no segundo jogo da final, ajudando o São Paulo a quebrar o jejum de oito temporadas sem títulos.
No dia 8 de junho, sob o comando de Crespo, o Tricolor do Morumbi goleou o 4 de Julho por 9 a 1 na terceira fase da Copa do Brasil, alcançando marcas altas, como a de 4ª maior vitória da história da Copa do Brasil, a de 2ª maior vitória da equipe paulista na história da competição e dentro de sua casa - o Estádio do Morumbi - atrás apenas de uma vitória por 10 a 0 sobre o Botafogo da Paraíba em 2001, e a 8ª maior goleada na história do clube.
Em 13 de outubro, Crespo e São Paulo decidiram em comum acordo pela saída do técnico. Os resultados ruins recentes e a queda de desempenho no Campeonato Brasileiro foram determinantes para o argentino deixar a equipe.

### Al-Duhail
Em 24 de março de 2022, acertou com o Al-Duhail, do Catar. Em sua primeira temporada no Oriente Médio, conquistou três titulos, mantendo o aproveitamento de ser campeão em todos os clubes que trabalhou.
Foi demitido em 3 de outubro de 2023, após um ano e sete meses no cargo.

### Al Ain
No dia 8 de novembro de 2023, foi anunciado como novo treinador do Al Ain, dos Emirados Árabes Unidos. Na temporada de 2023/24, levou a equipe emiradense à final da Liga dos Campeões da Ásia, após eliminar consecutivamente Al Nassr e Al Hilal, contra o Yokohama Marinos. Posteriormente, foi campeão da Liga dos Campeões da Ásia após bater a equipe japonesa com um placar agregado de 6 a 3.  Ficou na terceira colocação da liga nacional na temporada de 2023/24.

### Retorno ao São Paulo
Em 18 de junho de 2025, foi anunciado pelo São Paulo como novo técnico. Ele retorna após quase quatro anos e com contrato válido até 31 de dezembro de 2026.

## Estatísticas

### Campeonatos Nacionais
| Temporada |                |            |                  |          |      |
| Temporada | Clube          | País       | Liga             | Partidas | Gols |
| --------- | -------------- | ---------- | ---------------- | -------- | ---- |
| 1993–94   | River Plate    | Argentina  | Primera División | 25       | 13   |
| 1994–95   | River Plate    | Argentina  | Primera División | 18       | 6    |
| 1995–96   | River Plate    | Argentina  | Primera División | 19       | 5    |
| 1996–97   | Parma          | Itália     | Serie A          | 27       | 12   |
| 1997–98   | Parma          | Itália     | Serie A          | 25       | 12   |
| 1998–99   | Parma          | Itália     | Serie A          | 30       | 16   |
| 1999–00   | Parma          | Itália     | Serie A          | 34       | 22   |
| 2000–01   | Lazio          | Itália     | Serie A          | 32       | 26   |
| 2001–02   | Lazio          | Itália     | Serie A          | 22       | 13   |
| 2002–03   | Internazionale | Itália     | Serie A          | 16       | 7    |
| 2003–04   | Chelsea        | Inglaterra | Premier League   | 19       | 10   |
| 2004–05   | Milan          | Itália     | Serie A          | 28       | 11   |
| 2005–06   | Chelsea        | Inglaterra | Premier League   | 30       | 10   |
| 2006–07   | Internazionale | Itália     | Serie A          | 30       | 14   |
| 2007–08   | Internazionale | Itália     | Serie A          | 18       | 4    |
| 2008–09   | Internazionale | Itália     | Serie A          | 13       | 2    |
| 2009–10   | Genoa          | Itália     | Serie A          | 16       | 5    |
| 2009–10   | Parma          | Itália     | Serie A          | 13       | 1    |
| 2010–11   | Parma          | Itália     | Serie A          | 29       | 9    |
| Total     |                |            |                  | 444      | 199  |

### Copas Nacionais
| Temporada |                |            |                     |          |      |
| Temporada | Clube          | País       | Liga                | Partidas | Gols |
| --------- | -------------- | ---------- | ------------------- | -------- | ---- |
| 1993      | River Plate    | Argentina  | Copa Centenario     | 3        | 0    |
| 1996–97   | Parma          | Itália     | Copa da Itália      | 1        | 0    |
| 1997–98   | Parma          | Itália     | Copa da Itália      | 2        | 0    |
| 1998–99   | Parma          | Itália     | Copa da Itália      | 7        | 6    |
| 1999–00   | Parma          | Itália     | Copa da Itália      | 2        | 2    |
| 2000–01   | Lazio          | Itália     | Copa da Itália      | 1        | 0    |
| 2001–02   | Lazio          | Itália     | Copa da Itália      | 4        | 4    |
| 2003–04   | Chelsea        | Inglaterra | Copa da Inglaterra  | 10       | 2    |
| 2006–07   | Internazionale | Itália     | Copa da Itália      | 4        | 4    |
| 2006–07   | Internazionale | Itália     | Supercopa da Itália | 1        | 1    |
| 2007–08   | Internazionale | Itália     | Copa da Itália      | 5        | 3    |
| 2008–09   | Internazionale | Itália     | Copa da Itália      | 3        | 0    |
| 2009–10   | Parma          | Itália     | Copa da Itália      |          |      |
| 2010–11   | Parma          | Itália     | Copa da Itália      | 2        | 2    |
| 2011–12   | Parma          | Itália     | Copa da Itália      | 1        | 2    |
| Total     |                |            |                     | 46       | 24   |

### Copas Internacionais
| Temporada |                |            |                              |          |      |
| Temporada | Clube          | País       | Liga                         | Partidas | Gols |
| --------- | -------------- | ---------- | ---------------------------- | -------- | ---- |
| 1994      | River Plate    | Argentina  | Supercopa Argentina          | 4        | 2    |
| 1996      | River Plate    | Argentina  | Copa Libertadores da América | 13       | 10   |
| 1997–98   | Parma          | Itália     | Copa da UEFA                 | 8        | 2    |
| 1998–99   | Parma          | Itália     | Copa da UEFA                 | 8        | 6    |
| 1999–00   | Parma          | Itália     | Copa da UEFA                 | 5        | 3    |
| 2000–01   | Lazio          | Itália     | Liga dos Campeões da UEFA    | 6        | 2    |
| 2001–02   | Lazio          | Itália     | Liga dos Campeões da UEFA    | 7        | 3    |
| 2002–03   | Internazionale | Itália     | Liga dos Campeões da UEFA    | 12       | 9    |
| 2003–04   | Internazionale | Itália     | Liga dos Campeões da UEFA    | 10       | 2    |
| 2004–05   | Milan          | Itália     | Liga dos Campeões da UEFA    | 10       | 6    |
| 2005–06   | Chelsea        | Inglaterra | Liga dos Campeões da UEFA    | 5        | 2    |
| 2006–07   | Internazionale | Itália     | Liga dos Campeões da UEFA    | 6        | 1    |
| 2007–08   | Internazionale | Itália     | Liga dos Campeões da UEFA    | 5        | 1    |
| 2009–10   | Genoa          | Itália     | Liga Europa da UEFA          | 4        | 2    |
| Total     |                |            |                              | 103      | 51   |

### Seleção Argentina
| Torneio                            |                   |          |      |
| Torneio                            | Ano               | Partidas | Gols |
| ---------------------------------- | ----------------- | -------- | ---- |
| Copa do Mundo FIFA                 | 1998, 2002 e 2006 | 8        | 4    |
| Eliminatórias para a Copa do Mundo | 1998, 2002 e 2006 | 33       | 19   |
| Copa América                       | 2007              | 2        | 3    |
| Amistosos                          | 1996–2007         | 21       | 9    |
| Seleção Argentina Sub-23           | 1996              | 4        | 5    |
| Jogos Olímpicos                    | 1996              | 6        | 6    |
| Total                              |                   | 74       | 46   |

### Resumo estatístico
| Torneio                  |          |      |       |
| Torneio                  | Partidas | Gols | Média |
| ------------------------ | -------- | ---- | ----- |
| Primera División         | 444      | 199  | 0,44  |
| Copas Nacionais          | 45       | 24   | 0,50  |
| Copas Internacionais     | 103      | 51   | 0,495 |
| Seleção Argentina        | 74       | 46   | 0,60  |
| Seleção Argentina Sub-23 | 15       | 15   | 1,00  |
| Total                    | 681      | 335  | 0,490 |

## Estatísticas como treinador
Atualizadas até 3 de agosto de 2025
| Clube              | Jogos | Vitórias | Empates | Derrotas | Aproveitamento |
| ------------------ | ----- | -------- | ------- | -------- | -------------- |
| Modena             | 35    | 11       | 5       | 19       | 36.19%         |
| Banfield           | 18    | 4        | 6       | 8        | 33.33%         |
| Defensa y Justicia | 33    | 14       | 10      | 9        | 52.53%         |
| São Paulo          | 60    | 29       | 20      | 11       | 59,44%         |
| Al-Duhail          | 48    | 35       | 8       | 7        | 75.33%         |
| Al Ain             | 49    | 22       | 7       | 20       | 49.66%         |

## Títulos como jogador
River Plate
- Campeonato Argentino: 1993 (Apertura) e 1994 (Apertura)
- Copa Libertadores da América: 1996

Parma
- Copa da Itália: 1998–99
- Copa da UEFA: 1998–99
- Supercopa da Itália: 1999

Lazio
- Supercopa da Itália: 2000

Milan
- Supercopa da Itália: 2004

Chelsea
- Supercopa da Inglaterra: 2005
- Premier League: 2005–06

Internazionale
- Supercopa da Itália: 2006 e 2008
- Serie A: 2006–07, 2007–08 e 2008–09

Seleção Argentina
- Jogos Olímpicos de Verão de 1996: Medalha de Prata
- Jogos Pan-Americanos: 1995
- Copa América de 2007: Medalha de Prata

### Prêmios individuais
- Maior artilheiro da história do Parma Calcio 1913: 95 gols em 202 jogos
- Artilheiro do Torneio Clausura Argentino: 1994 (11 gols)
- Artilheiro Jogos Olímpicos de Verão de 1996 (6 gols)
- Artilheiro da Serie A: 2000–01 (26 gols)
- Artilheiro das Eliminatórias da Copa do Mundo FIFA de 2002 - América do Sul (9 gols)
- Artilheiro da Copa da Itália: 1998–99 (6 gols) e 2007–08 (4 gols)
- Premiado como integrante do FIFA 100: 2004[45]
- Prêmio FIFA Chuteira de Prata (vice artilheiro) da Copa do Mundo FIFA: 2006
- Seleção da Copa do Mundo FIFA: 2006

## Títulos como treinador
Defensa y Justicia
- Copa Sul-Americana: 2020

São Paulo
- Campeonato Paulista: 2021

Al-Duhail
- Liga do Catar: 2022–23
- Copa do Catar: 2022–23
- Qatari Stars Cup: 2022–23

Al Ain
- Liga dos Campeões da AFC: 2023–24

### Prêmios individuais
- Melhor técnico do Campeonato Paulista: 2021[46]